# Arise (Glass Hammer)
Arise is het 22ste studioalbum van de Amerikaanse band Glass Hammer.

## Inleiding
Glass Hammer werkt, zonder echt door te breken, al jaren aan een zich uitbreidend oeuvre binnen de progressieve rock. Dat geldt dan ook voor het conceptalbum Arise of A.R.I.S.E., dat in 2023 werd uitgebracht op hun eigen platenlabel Arion Records. Normaliter waren de bijdragen van Steve Babb en Fred Schendel gelijkelijk verdeeld, maar Schendel schreef en werkte hier slechts mee aan één nummer, WASP-12. Het leverde een steviger klinkend album op richting Rush. Opnamen vonden zoals gebruikelijk plaats in de Sound Resources Recording Studios in Chattanooga (Tennessee). Babb schreef voor dit album een sciencefictionverhaal; waarin A.R.I.S.E. (Android Research Initiative for Space Exploration) een ruimtemissie initieert met het ruimteschip Daedalus met aan boord Arise.

## Musici
- Steve Babb – toetsinstrumenten, (ritme)gitaar, basgitaar, percussie, zang
- Hannah Pryor – zang
- Reese Boyd – gitaren
- Randall Williams – drumstel
- Fred Schendel – gitaar en drums op WASP 12

## Muziek
| Nr. | Titel                                                                                    | Duur  |
| --- | ---------------------------------------------------------------------------------------- | ----- |
| 1.  | Lauch of the Daedalus                                                                    | 1:12  |
| 2.  | Wolf 359                                                                                 | 5:38  |
| 3.  | Arion (18 delphini B)                                                                    | 5;14  |
| 4.  | Mare Sirenum                                                                             | 2:57  |
| 5.  | Lost                                                                                     | 6:33  |
| 6.  | Rift at WASP-12                                                                          | 4:10  |
| 7.  | Proxima Centauri B                                                                       | 5:19  |
| 8.  | Arise                                                                                    | 11:44 |
| 9.  | The return of Daedalus (A: battle at MARS-WRM-001; B: Reentry; C: The doom of the world) | 16:51 |